# カーデン・ロイド豆戦車
カーデン・ロイド豆戦車（カーデン・ロイドまめせんしゃ、Carden-Loyd tankette）は、イギリスの第二次世界大戦前の豆戦車で、戦間期に開発された。機関銃を装備したトラクターや牽引車と言うもので、軽戦車に満たないものであった。いくつかの国でライセンス生産され、それを元に様々な型のものが派生した。

## 開発
より大きな戦車の「斥候」などとして活動できるような、ごく小型で速度重視の装軌車両の構想は、第一次世界大戦終結直後からあった。
また、イギリス陸軍は、A1E1 インディペンデント重戦車のような多砲塔戦車の研究を進めており、当然ながら大型で高価な戦車となる。そうした中、ハイ・ローミックスのローを担う、あるいは多砲塔戦車を戦艦に喩えて（そもそもイギリスにおける戦車開発は、陸上軍艦:Landshipを出発点としている）、これに随伴する巡洋艦や駆逐艦的な存在としての小型戦車のニーズが生まれた。これに応え、A3E1豆戦車が、A1E1とともに、同時開発（試作）されている。
そうした中、イギリス陸軍少佐（後の中将）サー・ギフォード・Q・マーテルは、個人的に、自宅ガレージで自動車部品などの様々な廃品から1人乗りの小さな戦車（One-Man Tank)を作り上げた。このモーリス・マーテル豆戦車は中古のマクスウェル社エンジンやフォード・トラックの車軸などを流用したもので、特別に作られたのはロードレス・トラクション社による履帯だけだった。自動車のステアリングと幅広の履帯をそなえたハーフトラック形式だが、一般のハーフトラックと違い、履帯が前側、車輪が後ろ側だった。この車輪は、前期型菱形戦車の車体後方に付けられていた、超壕補助兼操行補助用の尾輪（ステアリング・ホイール）を模倣したものだと、考えられる。操縦士の肩と頭部はむき出しで上部構造も木製のままだった。
1925年にお披露目されたこの1人乗りの車両は「歩兵を機械化する」手段としてリデル・ハートを含む人々の注目を浴び、兵器局もその改良型の生産を認めた。改良型はモーリス社の手により1926年3月に最初の車輌が完成した。2tあまりの車体に16馬力のモーリス製エンジンを積んだ車輌で4輌が製作された。この内、3輌が1人乗りで、1輌が2人乗りであった。1人乗りのタイプは、操縦と射撃を同時に行うことができない点が問題となって後に放棄されることとなる。
こうした流れの一方で、同じく歩兵機械化の課題に取り組んでいたのが、ロンドンでパートナーのヴィヴィアン・ロイドとともに車両設計のガレージメーカーを開いていたサー・ジョン・カーデンであった（なお、後に、サー・ジョン・カーデンは、ヴィッカース社に移り、戦車設計者として、イギリスの1920年代末～1930年代前半の主要戦車を次々と開発し、その名を馳せることになる）。カーデン設計の豆戦車は、当時、多数生産されており安価に入手・整備が可能であったフォード・モデルTのエンジンを用いたものだった。カーデンは兵器局に自らのデザインを売り込み、その結果、（A3E1豆戦車の代替車輛候補として、）1926年末には、カーデン・ロイド Mk.V 豆戦車とモーリス・マーテルの両車8輌ずつが「タンケッティ（豆戦車）」の名の下に新たに作られて、1927年と1928年に、ソールズベリー平原での実験機械化部隊の演習でテストされた。

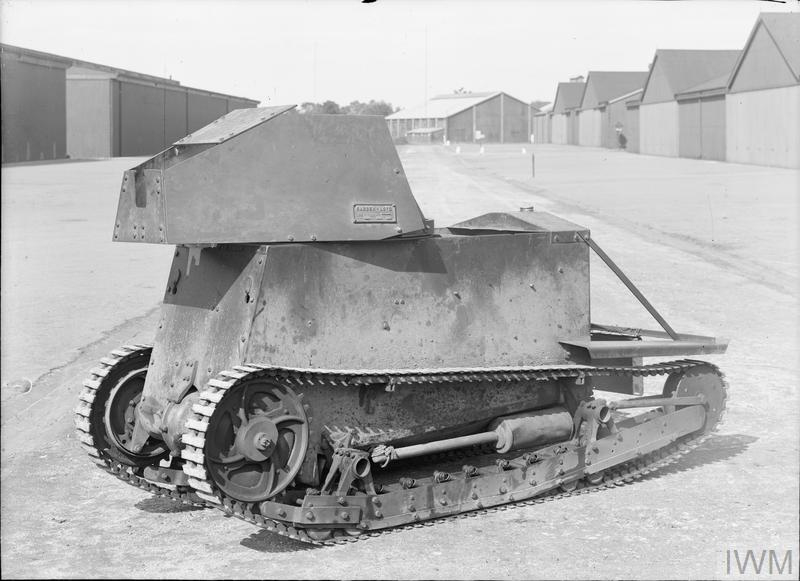
カーデン・ロイド Mk.I 豆戦車

試験運用ではモーリス・マーテルの車両の優秀性が指摘されたものの、この時点でモーリス社は商用車などの生産に注力するため手を引くことになった。マーテルはその後クロスレイ・モーターズと組み、シトロエン・ケグレス方式のサスペンションとゴム製履帯を持つ（しかしやはり後方車輪式の）ハーフトラック形式のクロスレイ・マーテル豆戦車を製作したが、後方配置のエンジンが砂塵を吸い込むこと、サスペンションの過負荷などから、それ以上の開発は行われなかった。
その結果この種の車両としては、カーデン・ロイドが残ることになった。ただし、その後の機械化部隊での試験に基づき、インディペンデント重戦車の装備化は実行されず、随伴する小型戦車は不要となった。また、もともと構想されていた斥候・偵察任務は、より車格の大きな軽戦車に割り振られることになり、カーデン・ロイドの車両は「マシンガン・キャリア（機関銃運搬車、機銃運搬車）」と位置付けられることになる。しかし、その後も輸出向けには、豆戦車の名は使われた。
こうした試験的運用の中で、カーデン・ロイドの車両自体も試行錯誤を重ね、1928年、集大成とも言えるカーデン・ロイドMk.VIが誕生した。それまでのカーデン・ロイドの車両は、装軌式と、装輪・装軌切り替え式が並行して試されていたが、Mk.VIでは結局、装軌式のみに落ちついた。Mk.VIは偵察車両と機関銃運搬車として、カーデン・ロイド豆戦車シリーズにおける最終発展形態となり、様々な派生型が誕生した。
しかし偵察任務にも、機関銃運搬や砲・物資の牽引用としても、この車格は小さすぎ、この後、ヴィッカース・カーデン・ロイドの開発は、砲塔（銃塔）を持つ軽戦車系列と、積載量や牽引量を増したキャリア系列の2種に分岐することになる。
また、軽量な車体に（重量に対し相対的に）高出力エンジンを搭載した（出力重量比が小さい）カーデン・ロイド系豆戦車/軽戦車は、（装輪装軌併用式戦車から発展した）クリスティー系快速戦車と並んで、1930年代の戦車の高速化に大きな役割を果たしたと言える。
もちろんそれは、装甲（軽装甲）よりも速度に重点を置く（高出力エンジン搭載）ことによって、達成されたものではあるが、始まりはそうであっても、いったん（部隊全体の）高速化が達成されれば、もう後戻り（退行）はできないのである。その後の戦車は、その高速を維持したまま、装甲を厚くする方向へ進化することになる。

## 生産
生産は1927年から1935年まで行われた。1928年3月に小規模ベンチャー企業だった「カーデン＝ロイド・トラクター社」は大手の「ヴィッカース・アームストロング社」に吸収され、Mk.VIの生産はヴィッカース・アームストロング社で行われた。1933年から1935年までの生産は「ロイヤル・オードナンス（Royal Ordnance、王立造兵廠）」が行った。
フランスのルノー FT-17 軽戦車の4分の1程度という低価格とヴィッカース・アームストロング社の販売力により、世界中の国々で販売され、ベストセラーとなった。
イギリス軍は325輌のMk.VIを使用していた（別のデータでは348輌）。機関銃運搬車をベースに、砲牽引車、煙幕車、補給車、小型牽引車など様々な用途に用いられた。

## バリエーション
カーデン・ロイド豆戦車は、一人用はリアエンジンフロントドライブ（RF）方式、二人用はミッドエンジンフロントドライブ（MF）方式の、スプロケット・ホイールが前方にある前輪駆動方式である。乗員が2名の場合は、車長が機銃手を、操縦手が整備士を兼ねる。

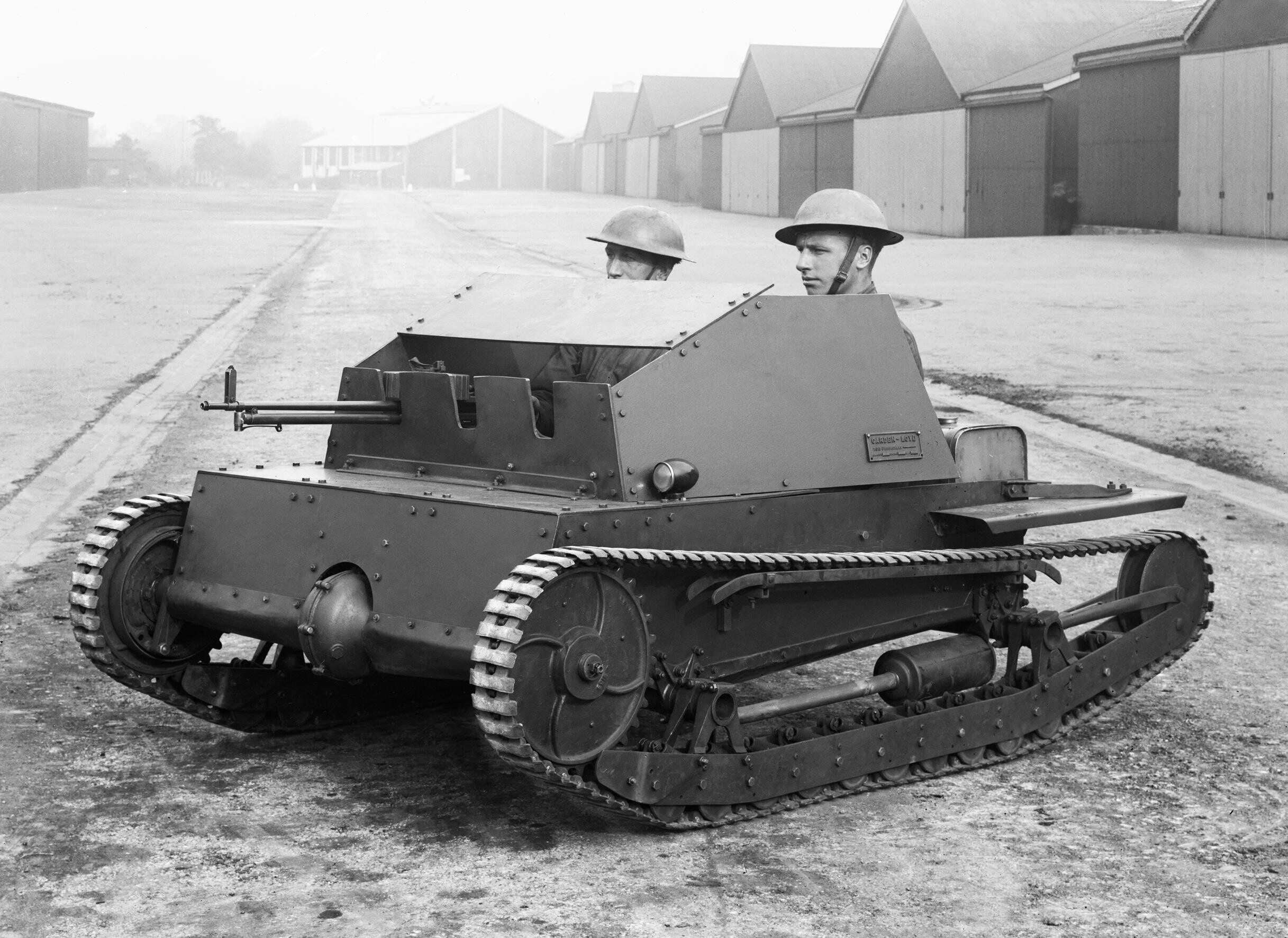
ハネムーン・タンク

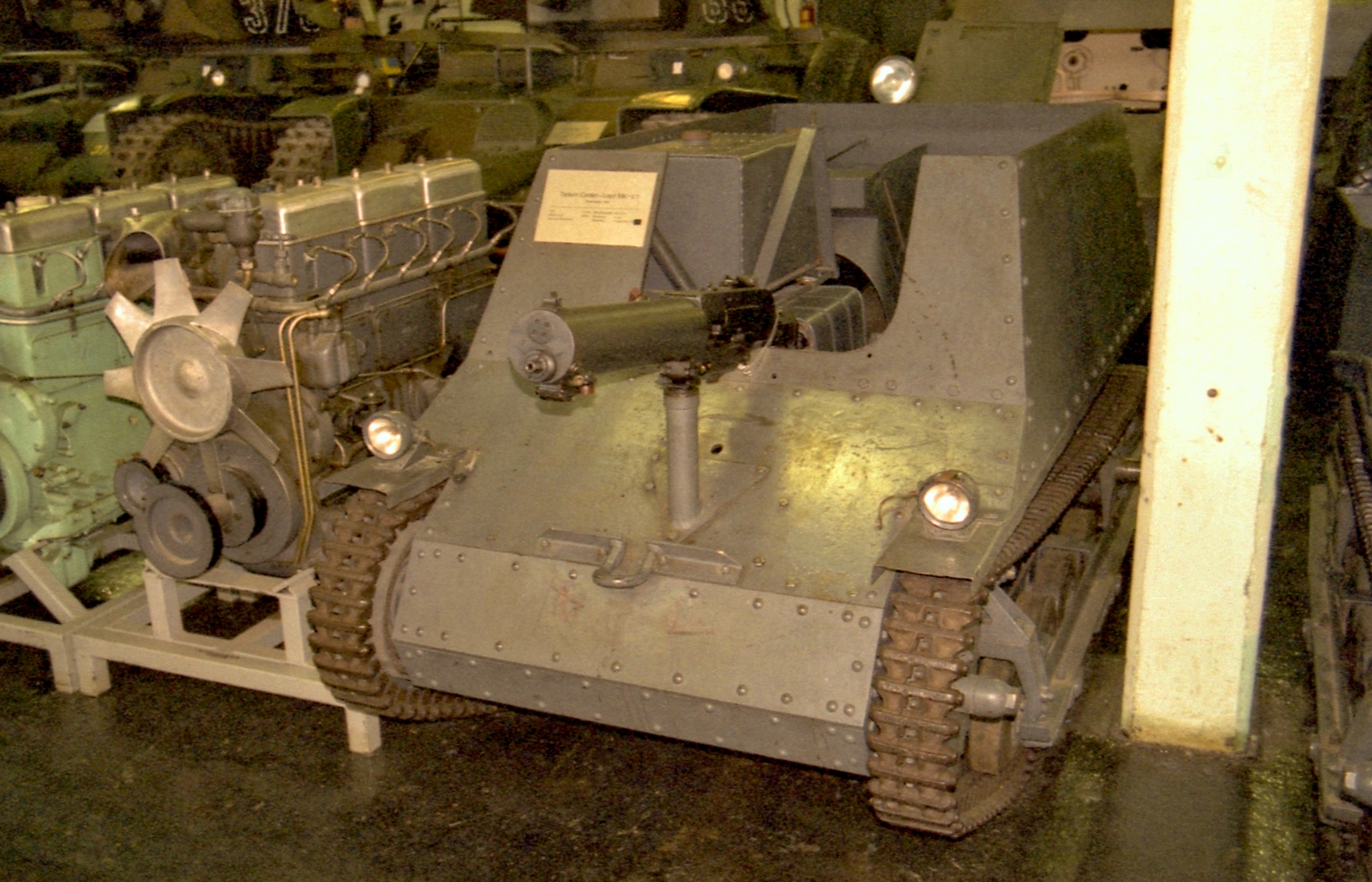
カーデン・ロイド Mk.V* 豆戦車

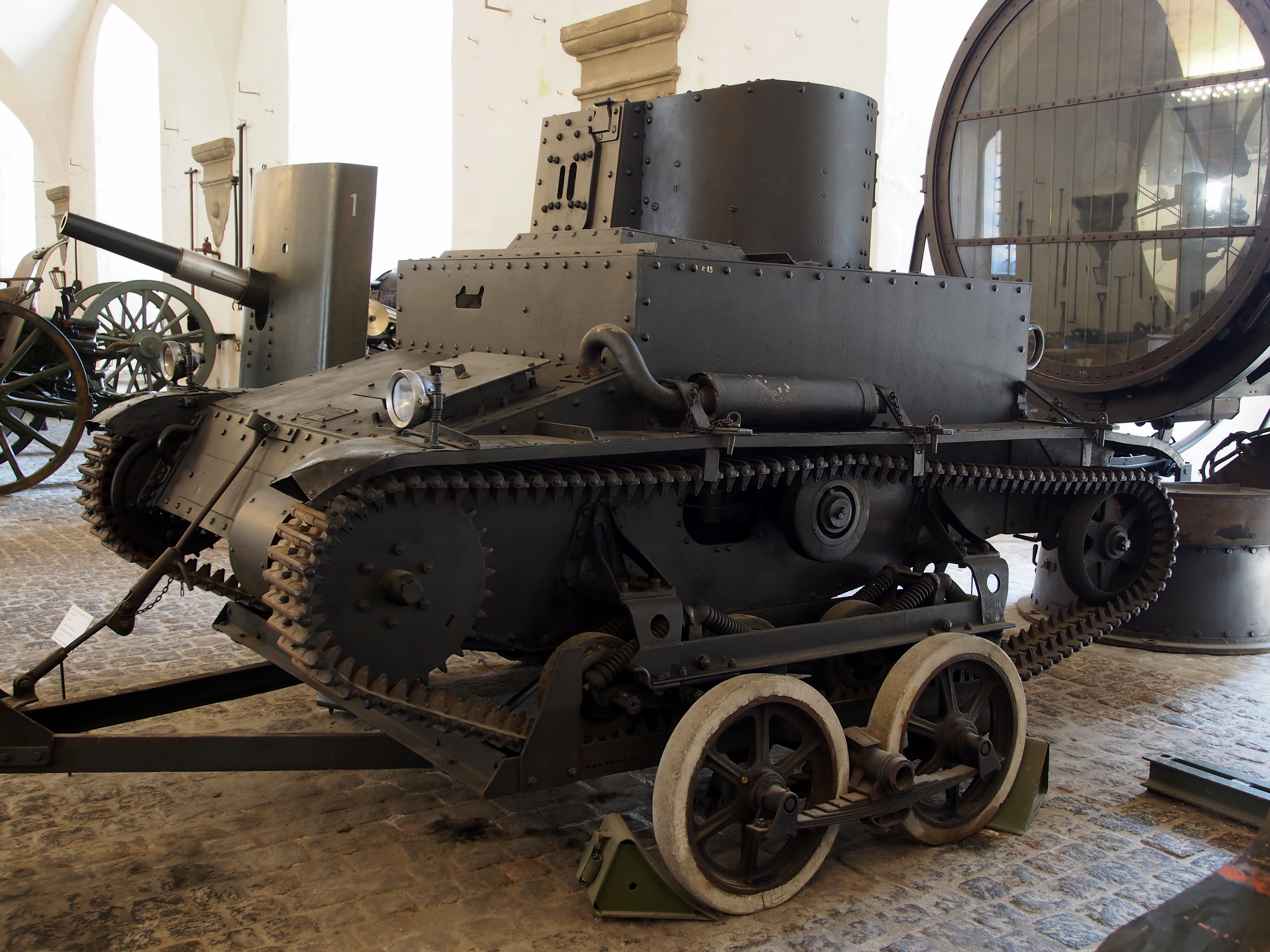
輸送用台車に載せられた、カーデン・ロイド哨戒戦車 Mk.I（FP.5) 。コペンハーゲン、デンマーク戦争博物館所蔵。

- カーデン・ロイド一人用豆戦車 - 型式を与えるより前の試作車。
- Mk.I - 試作車。以下、一人乗り。足回りは、水平コイルスプリングサスペンションで支えられたガーダーフレームに挟まれた片側14個の小転輪。オチキス .303インチ（7.7 mm）機関銃 1挺装備。
- Mk.I* - 試作車。装輪装軌併用式車両。装輪走行機構は昇降可能な三輪式で、前方側面の二輪が起動輪からのチェーン駆動で回転し、後方中央の一輪でステアリングを行う。これは以後も同じ仕組み。「*」は「スター」と読む。Mk.I*は「マーク ワン スター」である。
- Mk.II - 試作車。足回りは、車体側面に固定されたガーダーフレームに取り付けられたリーフスプリングサスペンションを介した片側4個（2個で1組が2組）の中転輪。この方式が以後継承される。
- Mk.III - 試作車。装輪装軌併用式車両。Mk.IIから改造。
- ハネムーン・タンク - Mk.IVの直前に作られた、二人乗り豆戦車の試作車。「Mk.～」の型式は与えられなかった。足回りはMk.Iと似ている。イギリス陸軍の試験に供された。ハネムーン・タンク（新婚旅行用戦車）は将兵によって付けられた、あだ名。
- Mk.IV - Mk.IVから乗員が2名になる。武装ヴィッカース .50インチ(12.7 mm)重機関 1挺。六角形の戦闘室。銃足回りはMk.IIと似ている。後にガーダービーム付きの片側5個の上部支持輪を追加。カーデン・ロイド豆戦車の基本形が定まった。試作車のみ。試験でMk.IVを高評価したイギリス戦争省は、CLT社に改良型（Mk.V）を8輌発注し、実験機械化部隊の偵察車両として配備した。
- Mk.V - 8輌製造。装輪装軌併用式車両。三輪で50 km/h、履帯で36 km/h。上部支持輪を廃止。フォード・モデルTの水冷ガソリンエンジン（22.5 hp）を搭載。車体右側に機関銃を装備。1926年末開発。
  - Mk.Va - 装軌式。改良型のMk.VIの採用に伴い、装輪装軌併用式のMk.Vから、装輪走行機構を撤去し、Mk.VIに準じる仕様に改修したもの。
  - Mk.Vb（○○8373） - 装軌式。Mk.VもしくはVaから1輌のみ改造。戦闘室前面の装甲が高くなる。右側の機関銃にシールドを追加。愛称「インファイター（接近戦仕様）」。Mk.V*のプロトタイプ的存在。
  - Mk.V* - 装軌式。Mk.VもしくはVaから少なくとも2輌改造。戦闘室を全面的に再設計し、前面と側面の装甲板を高くし、戦闘室前面を切り欠き、機関銃マウントを右側から中央に移動。エンジンは戦闘室内右前部に移設。イタリアとスウェーデンに輸出。愛称「インファイター（接近戦仕様）」。Mk.V*は「マーク ファイブ スター」と読む。
- Mk.VI - カーデン・ロイド豆戦車シリーズにおける集大成にして本格的量産車。戦闘室上方が剥き出し。戦闘室右側の車長兼機銃手席の前面に切り欠きがある。上部支持輪を廃止。フォード・モデルAの水冷ガソリンエンジン（28 hp）（フォード・モデルAでも、アメリカ・フォードではなく、イギリス・フォードの排気量＝出力の小さい方のエンジン）を搭載。1928年開発。
  - Mk.VI インド型 - インド陸軍向けの熱帯地仕様。ラジエイターやファンなどの冷却系が強化された他、車体上面に日差しを遮るためのキャンバスが装備され、車内には断熱材としてアスベストの内張りが施された。
  - Mk.VI* - 戦闘室上面に二つの四角錐台の装甲フードを追加。戦闘室側面と後面に雑具箱を追加。機関銃レシーバー部に装甲覆いを追加。Mk.VI*は「マーク シックス スター」と読む。
  - Mk.VIa - 密閉式戦闘室全面に避弾経始を採用。上部支持輪は片側2個。空冷エンジンを搭載。
  - Mk.VIb - Mk.VIaの改良型。排気システムを改良。1932年。
  - カーデン・ロイド哨戒戦車 Mk.I（Carden-Loyd Patrol Car Mk.I） - Mk.VI 豆戦車を基に、エンジンとトランスミッションを車体右側に移設し（操縦手は車体左側）、旋回砲塔（車長兼機銃手は砲塔内）を車体後部左寄りに設置。車体のデザインが簡素化され、長方形になった。足回りはMk.VIに似ている（ほぼそのまま）が、上部支持輪が1個追加されている。Mk.VIがベースのため、「カーデン・ロイド哨戒戦車 Mk.VI」と（誤って）呼ばれることもある。全長2.75 m、全幅1.96 m、全高1.75 m、重量2.1 t、装甲厚4-11 ㎜、武装ヴィッカース .303（7.7 mm）重機関銃、もしくは、ルイス軽機関銃、もしくは、マドセン機関銃 1挺、弾薬3,200発、装軌式の弾薬トレーラーを牽引可能、乗員2名、フォードAA 液冷6気筒ガソリンエンジン 40 hp、最高速度32 km/h（48 km/h説あり）、航続距離150 km。1932年開発。全6輌製造。その内、デンマーク陸軍が1933年に2輌（FP.4とFP.5）購入（1938年に退役・FP.4は解体）。ヴィッカースからマドセンに機関銃を換装。FP.5は、FP.4とは左右対称の車体構造で、エンジンとトランスミッションは車体左側（操縦手は車体右側）に、旋回砲塔は車体後部右寄りに、設置されていた。後に、FP.4もFP.5と同仕様（車体左側エンジン）に改造された？。その他、評価試験のために、ポルトガル、フィンランド、スウェーデンに1輌ずつ送られたが、追加発注は無し。残り1輌（これは元々評価試験用の無砲塔車両だった可能性あり）、あるいは、新規製造車体は、改良型砲塔を搭載した、「カーデン・ロイド哨戒戦車 Mk.II」に改造されたが、発注は無し。
- Mk.VII - 「A4E1 カーデン・ロイド Mk.VII 試作軽戦車」（実質は豆戦車）。乗員2名。車体左寄りの背の低い旋回砲塔に、ヴィッカース .303（7.7 mm）重機関銃 1挺を装備。重量2.58 tの車両に、車体右側に出力59 hpのメドウス 6気筒ガソリンエンジンを搭載し、路上最高速度 56.3 km/hの高速を発揮する。上部支持輪は片側3個。1928年～1929年開発。後のヴィッカース軽戦車シリーズの元祖となった車両である。A4E1から、A4E2、A4E3、A4E4、A4E5の4種が派生する。
- Mk.VIII - 「A4E2 カーデン・ロイド Mk.VIII 試作軽戦車」（実質は豆戦車）。エンジンとトランスミッションを車体右側に搭載し（操縦手は車体左側）、旋回砲塔（車長兼機銃手は砲塔内）を車体後部左寄りに設置。ヴィッカース Mk.I 軽戦車と、その後のヴィッカース軽戦車シリーズの基となった車両である。重量4.8 t。1930年開発。
  - D5E1 試作装甲車 - A4E2のシャーシを流用して開発された砲兵観測車。車体前面が傾斜装甲。非武装（追加装備は可能）。乗員2名。1930年開発。
  - 試作対空戦車（ML8784） - A4E2の旋回砲塔をヴィッカース .50インチ（12.7 ㎜）連装重機関銃に換装した対空戦車。1931年開発。
- VCL SP - バリエーション車両として、ヴィッカース・カーデン・ロイド（VCL）豆戦車の前部左側にML 3インチ迫撃砲を搭載した自走迫撃砲(SP）も存在した。

## 各国での運用・生産
第一次世界大戦によって登場した"新兵器"である戦車は、当然ながら各国陸軍の垂涎の的であった。しかしながら高価な戦車を多数装備できる国は少なかった。カーデン・ロイド豆戦車は低コストであったことから、戦車を欲する各国のニーズに合致し、多数が輸出され、400輌以上が輸出されたベストセラーとなった。

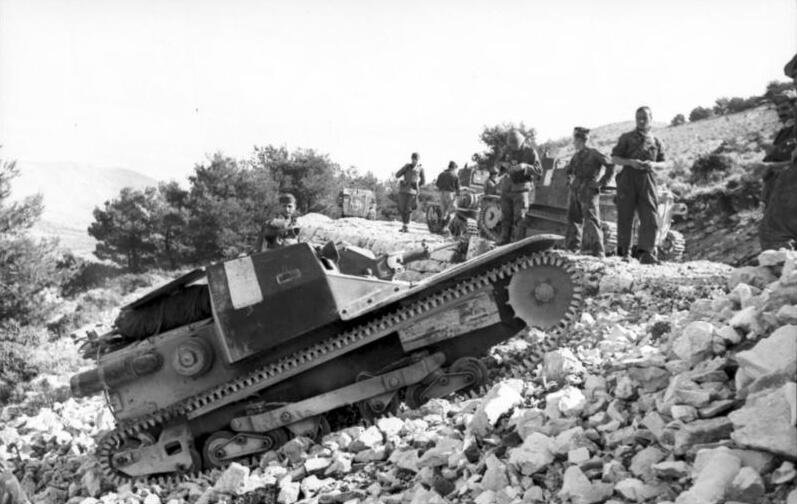
C.V.33

 イタリア王国

1929年に何輌かのMk.V*とMk.VIを購入し、後にMk.VIをC.V.29（C.V.=カルロ・ヴェローチェ〔快速戦車、イタリア語: Carro Veloce〕）の名称で、21輌を輸入し、4輌のライセンス生産を行った。これはその後、フィアットおよびアンサルドにより、より大型で完全密閉式の戦闘室を持つ発展型、豆戦車L3シリーズの開発へと繋がった。
初期のC.V.33（L3/33）、溶接をリベット接合に変更し堅牢さを犠牲にして生産性を向上させたC.V.35（L3/35）、足回りを改良したC.V.38（L3/38）を合わせ2,000輌以上が生産され、イタリア陸軍で使用されたほか、オーストリア・ブルガリア・中華民国・ハンガリー王国・ブラジル・クロアチア独立国・アルバニア・アフガニスタンにも輸出された。
 フランス
ルノーが、ルノー製4気筒エンジンをそなえた発展型を、タイプUEとして生産した。豆戦車やマシンガン・キャリアではなく、武装は持たない装甲牽引車で、外観上は、乗員の頭を保護する二つの半球状のハッチが特徴である。車体の後部に660kgを積む小さなダンプ荷台をそなえ、乗員が車外に出ることなく物資を投下することができた。このほかに積載量500kgの装軌式トレーラーを牽引する。主に歩兵部隊のオチキス 25mm対戦車砲の牽引用に用いられた。
UEおよび小改良型のUE2は1931年から1940年までに5,200輌が製造され、カーデンロイド発展型の中では最大の生産台数となった。また、ルーマニアではライセンス生産も行われ、東部戦線で使用された。ドイツ軍に接収された車両は、第二次世界大戦を通して使われた。
 オランダ
5輌のMk.VIを保有、これは1940年のドイツの侵攻当時、オランダ本国陸軍が装備するほぼ唯一の装軌式AFVだった。
 ポーランド
1929年に、10輌もしくは11輌のMk.VIをライセンスと共に購入し、それを元に独自に改良を行い、TK豆戦車シリーズを開発。TKシリーズは約600輌が生産され、1939年のポーランド戦で使用された。
 チェコスロバキア
1930年に3輌のMk.VIをライセンスと共に購入し、その設計を向上させ、プラハのČKD製造所で74輌のvz.33豆戦車を製造した。
 ソビエト連邦
20輌のMk.VI（ロシアではK-25と呼ばれた）をライセンスと共に購入した。しかし、最終的な開発計画は徐々に近代化され、ライセンスは失われた。その代わりにレニングラードにあるボリシェビキ工場がイギリスの設計を小改良したT-27豆戦車の製造を開始した。
合計で3,228輌のT-27が1931年から1933年の間製造された。
 中華民国
18輌のMk.VIが輸入され、1929年、これを装備する陸軍教導第一師戦車隊が南京で編成された。
 大日本帝国
陸軍（陸軍技術本部）が1930年（昭和5年）にMk.VI（戦闘室側面が垂直で、戦闘室の上面に2つの四角錐台フードのあるタイプ）を2輌輸入し、翌年3月から様々なテストを行い、カーデン・ロイドとは異なる九四式軽装甲車を独自に開発した。
海軍陸戦隊は1932年（昭和7年）に6輌のMk.VIb（機関銃レシーバー部に装甲覆いの付いていない初期型）を購入して「カ式機銃車」と名付けて、上海海軍特別陸戦隊に配備して運用した。Mk.VIbは戦闘室の装甲面が避弾経始のために傾斜していた。エンジンがそれまでの液冷から空冷に変更されている。武装は車体前部右側に毘式7.7 mm重機関銃1挺。戦闘室の天板として前後に開く切妻屋根が追加され、また機関銃レシーバー部に前面が曲面の装甲覆いが付いていたり、6両の内でも様々な違いがあったとされる。海軍が独自に初期型をカスタマイズしたものと考えられる。各車の戦闘室側面に、旭日旗と、1号車から6号車までを示す、1から6までのアラビア数字が描いてあった。
 タイ
1930年にMk.VIを30輌、1935年にMk.VI*を30輌輸入。
 ボリビア
2輌のMk.VIbを受け取りチャコ戦争で使用した。
 スウェーデン
1930年代初頭に、Mk.V*とMk.VIの、計2輌を試験用に輸入。結果、不採用。1945年にMk.VIに57 mm無反動砲1門を搭載する実験が行われるも、威力不足と判断され、その後、元の状態に戻される。
さらに、この豆戦車は、カナダ、インド、チリ、ポルトガルにも供給された。

## SA-FRC 47 mm対戦車砲搭載 駆逐豆戦車
1929年、ベルギー軍は、6両のカーデン・ロイド Mk.VIを取得した。
1930年代初頭、ベルギー軍は対戦車能力のアップグレードを検討しており、豆戦車コンセプトの人気により、カーデンロイド Mk.VIは、完全に機械化された対戦車能力を開発する最初の試みの基礎として選ばれた。
1931年、砲の牽引実験をした後、砲を牽引するよりも車体に搭載した方が良いという、より統合されたアプローチが選択され、カーデンロイド Mk.VIの最重武装バージョンとなった。なお、イタリアにも、「セモヴェンテ L3 da 47/32」という、同様の試作車両がある。フランスにも、「ルノー UE 57」という、6ポンド（57 mm）砲を搭載した、より強力な試作車両がある。また、ヴィッカース社でも、短砲身のヴィッカース QF 47 mm 騎砲を、車体前部右側に備えた、軽自走砲のバリエーションを用意していた。
1931年、2両が試作車両に改造された。1つはFRC（Fonderie Royale de Canons＝王立砲兵工廠） ハースタル M1931 47 mm対戦車砲を、もう1つはFRC 76 mm低速歩兵砲を、車体前部に固定式で搭載した。76 mm装備のバージョンは、砲を発射する際に途方もない反動を経験し、発射後の激しい揺れと不安定さをプラットフォームにもたらした。
その結果、76 mm砲装備のプロトタイプは47 mm砲装備の戦車駆逐車バージョンに作り変えられた。しかし、戦車駆逐車バージョンも満足のいくものとは見なされなかった。47 mm対戦車砲を発射することによる反動は、76 mmバージョンよりも小さかったが、3トンの車両にはまだ大きすぎた。2人の乗員で砲を操作することは労働集約的すぎると考えられ、弾薬貯蔵庫は小さすぎた。そして、薄い（4-9 mm厚）装甲の後方跳ね上げ式の正面シールドを除いて、乗組員は完全に露出していた。主砲の重量が加わったことも小型エンジンに過負荷をかけ、車両全体の消耗が高すぎるとみなされた。最高速度は48 km/hであった
にもかかわらず、この実験はベルギー軍に貴重な経験を齎した。それはT-13戦車駆逐車とT-15軽戦車の成功で頂点に達し、その生産は1935年に始まった。
残りのカーデン・ロイドMk.VIも改造され、全部で6両製造された47 mm対戦車砲搭載 試作駆逐豆戦車（戦車駆逐車）も運用され、精鋭のシャスール・アルデネ山岳師団に配備された後、山岳地帯では役に立たないと見なされ、すぐに国境警備隊の「Cyclistes Frontière/Grenswielrijders」に引き継がれた。
1940年5月にベルギーの戦いが始まったとき、それらはまだ使用されており、ドイツ軍の侵攻の日である5月10日の朝に、ヴィヴェーグニスとリクシェの間のムーズ（マース）川の西岸の、固定された待ち伏せ位置からではあったが、それらがいくつかの弾丸を発砲したことが知られている。